# (5734) Noguchi
(5734) Noguchi (1989 AL1) – planetoida z pasa głównego asteroid okrążająca Słońce w ciągu 3,6 lat w średniej odległości 2,35 j.a. Odkryta 15 stycznia 1989 roku.